# تریشا نیکسون کاکس
پاتریشیا نیکسون کاکس (زاده ۲۱ فوریه ۱۹۴۶) دختر بزرگ سی و هفتمین رئیس جمهور ایالات متحده ریچارد نیکسون و بانوی اول پت نیکسون و خواهر جولی نیکسون آیزنهاور است.
او با ادوارد اف. کاکس ازدواج کرده و مادر کریستوفر نیکسون کاکس است.
در کار عمومی پدرش، کاکس نقش تشریفاتی ایفا کرد، برخلاف دخالت سیاسی بیشتر جولی. او در بسیاری از ایستگاه‌های مبارزات انتخاباتی و پس از تحلیف او، در سفرهای دولتی به سرتاسر جهان او را همراهی کرد.

## اوایل زندگی
تریشا در ۲۱ فوریه ۱۹۴۶ در بیمارستان مورفی مموریال در ویتیر، کالیفرنیا به دنیا آمد. او در واشنگتن دی سی بزرگ شد و به مدرسه ابتدایی هوراس مان و مدرسه دوستان سیدول رفت. بعداً به مدرسه چاپین در منهتن رفت.
در سال ۱۹۶۹، او میزبان یک مهمانی هالووین برای ۲۵۰ کودک در کاخ سفید بود. جاناتان فرید بازیگر نقش بارناباس کالینز در نمایش سایه های تاریک حضور داشت.

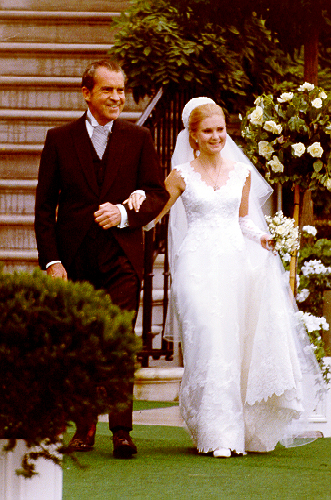
تریشیا نیکسون در مراسم عروسی خود با ادوارد کاکس در سال ۱۹۷۱ توسط پدرش همراهی شد.

## ازدواج و فعالیت های حرفه ای
تریشیا نیکسون در ۱۲ ژوئن ۱۹۷۱ با دانشجوی حقوق هاروارد ادوارد اف. کاکس در مراسمی در باغ گل رز کاخ سفید ازدواج کرد 
در مصاحبه ای در سال ۲۰۱۵ با مکس فاستر برای CNN در رابطه با سفر آتی به ایالات متحده، چارلز، شاهزاده وقت ولز ، اولین بازدید خود از ایالات متحده در سال ۱۹۷۰ را به عنوان "زمانی که آنها سعی داشتند من با تریشیا نیکسون ازدواج کنم" به یاد آورد. که نزدیک به سه سال از او بزرگتر و آمریکایی بود. تریشا یک سال قبل از آن در جولای ۱۹۶۹ به همراه معاون رئیس جمهور سابق هیوبرت هامفری در محل سرمایه گذاری چارلز در کرناروون ولز نماینده دولت ایالات متحده بود 